# De pigorna, de pigorna!
De pigorna, de pigorna! är en svensk film från 1916 i regi av Georg af Klercker. 
Filmen premiärvisades 19 februari 1916 på biografen Bostock i Stockholm. Filmen spelades troligen in under 1912 i Stockholm. I rollerna var skådespelare från Folkteatern i Stockholm.